# Terramatta
Terramatta (titolo completo Terramatta - Il Novecento italiano di Vincenzo Rabito analfabeta siciliano) è un documentario del 2012 diretto da Costanza Quatriglio e prodotto da Chiara Ottaviano per Cliomedia Officina insieme all'Istituto Luce. È tratto dal libro di memorie Terra matta di Vincenzo Rabito, pubblicato dall'editore Einaudi, a cura di Luca Ricci e Evelina Santangelo. Il film è vincitore di diversi premi, fra i quali il Nastro d'argento al miglior documentario nel 2013, ed è stato proiettato in tutte le maggiori città italiane.

## Trama
È la storia del Novecento raccontata da un «ultimo» e si ispira a Terra matta, un libro di memorie pubblicato da Einaudi nel 2007, scritto in un italiano approssimativo da Vincenzo Rabito (classe 1899), un ex bracciante e cantoniere siciliano, semianalfabeta ma di grande capacità narrativa, che ha partecipato alla prima guerra mondiale tra i ragazzi del '99 e all'avventura africana (nell'Ogaden), è andato quindi a lavorare nelle miniere tedesche all'inizio della seconda guerra mondiale e nel 1943 ha assistito allo sbarco delle truppe alleate in Sicilia. Nel secondo dopoguerra ha raggiunto l'obiettivo di mandare i figli a scuola fino all'università.

## Produzione
Le immagini del film provengono dall'Archivio dell'Istituto Luce e da altri archivi privati, insieme a riprese della Chiaramonte Gulfi di oggi (con i tre figli dello scrittore), delle campagne siciliane e delle pagine originali del diario di Rabito, conservato nell'Archivio diaristico nazionale di Pieve Santo Stefano.
La sceneggiatura è stata scritta insieme a Chiara Ottaviano e la voce narrante è quella di Roberto Nobile.

## Accoglienza
Il Journal of Modern Italian Studies nel 2014 ha dedicato un numero della rivista alla storia del volume e del film.

## Riconoscimenti
- 2012 - Premio Civitas Vitae[5]
- 2012 - Sindacato nazionale critici cinematografici italiani
  - Film della critica
- 2012 - Efebo d'oro
  - Efebo d'argento - Premio Banca Popolare Sant'Angelo
- 2013 - Nastro d'argento
  - Miglior documentario[2]